# Лукаш Калюга
Лукаш Калюга (справж.: Костянтин Вашина; 27 вересня 1909, с. Скворці Мінського повіту, зараз Дзержинський район, Мінська область — 5 жовтня 1937, Челябінська область, НКВС; Псевдоніми: Кастусь Палявецкі) — білоруський прозаїк, перекладач.

## Біографія
Народився в селянській родині. Ще в школі захоплювався дуже поширеною у 1920-ті рр. краєзнавчою роботою, записував білоруські народні пісні та інші фольклорні твори своєї місцевості, особливо — слова і звороти народної мови. Зібрані матеріали відправляв до Мінська в Інбелкульт, де вони отримали високу оцінку, як кращі з надісланих. В 1925 закінчив семирічку. В 1926 вступив до Могилевського педтехнікуму, але вчитися не став, повернувся додому. З 1928 — студент Мінського міського педагогічного коледжу (тоді — Белпедтехнікум). Одночасно з навчанням редагував і перекладав різні тексти для Белдержвидавництва, багато писав. З травня 1929 — член літературного об'єднання «Узвышша». В 1931 виключений з технікуму як «узвишанський лазутчик і починаючий нацдем». З січня і до середини 1932 працював секретарем журналу «Книга мас», що видавався при Белдержвидавництві, потім стиль-редактором в Науково-дослідницькому інституті промисловості ВРНГ (до кінця 1932), на білоруському радіо.
Заарештований ГПУ Білорусі 24 лютого 1933 в Мінську за адресою: вул. Берестянська, буд. 4, кв. 1. Засуджений за постановою колегії ОГПУ 4 листопада 1933 як «член контрреволюційної соцдемовської організації» до 5 років виправних колоній (замінено засланням на 5 років). Етапований на Урал, відбував заслання в Ірбіті (зараз Свердловська область). Знову заарештований 6 листопада 1935, повторно засуджений 22 лютого 1936 до 5 років позбавлення волі. розстріляний згідно вироку Челябінського суду. Реабілітований судовою колегією у кримінальних справах Верховного Суду Білорусі 24 серпня 1956. Особиста справа Лукаша Калюги № 14618-с з фотографією зберігається в архіві КДБ Білорусі.

## Творчість
Дебютував оповіданням «Вясна», яке Кузьма Чорний в червні 1927 розмістив у журналі «Чырвоны сейбіт» (твори Л. Калюга, надруковані під псевдонімом Кастусь Палявецкі, не знайдене). Псевдонім 'Лукаш Калюга' , ймовірно, узятий від села Калюга в Узденському районі Мінської області. У 1928 журнал «Узвышша» помістив повість «Ні госць, ні гаспадар», після якої письменника помітив М. Горецький. У 1929 журнал «Узвышша» опублікував ряд оповідань Л. Калюги. У часописі «Полымя» за 1931 надрукована перша частина повісті «Нядоля Заблоцкіх» — «Прыгоды і летуценні». На засланні продовжував писати; частина рукописів того часу збереглася (в їх числі незавершений роман «Пустадомкі», опубл. 1990; повісті «Дзе косці мелюць», «Зоры Вам Вядомага горада», «Утрапенне», опубл. 1989). У 1974 вийшла збірка оповідань та повістей «Ні госць, ні гаспадар». Добірку оповідань помістив часопис «Полымя» у 1988.
Переклав повість Петро Панч «Блакітныя эшалоны» " (з К. Чорним, 1930), роман Ю. Альоші «Зайздрасць» (1931), роман Я. Гашека «Пригоди бравого вояка Швейка» (ч. 4, 1932).